# Patricia Field

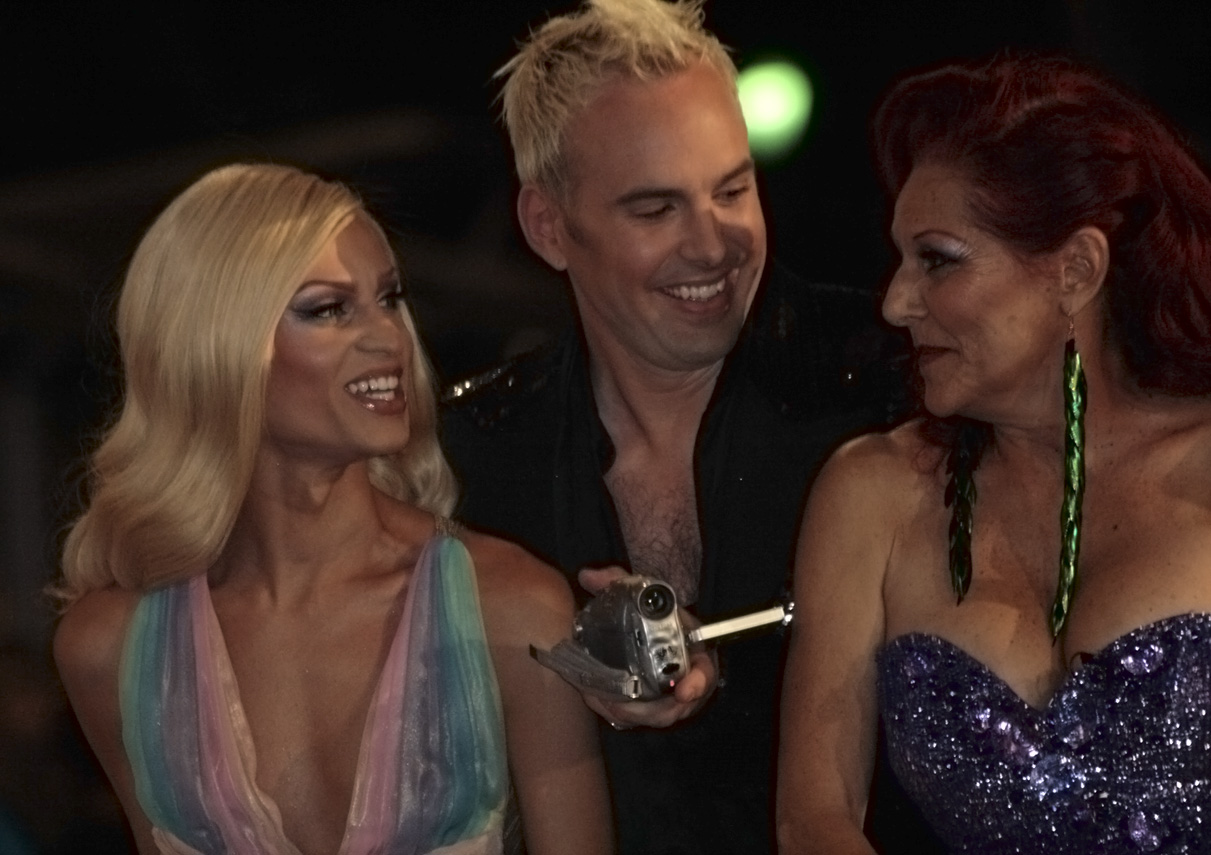
Patricia Field (r.) mit Phillipe und David Blond (The Blonds) am Life Ball 2009

Patricia Field (* 1941 in New York City) ist eine US-amerikanische Kostümbildnerin, Stylistin und Modedesignerin. Bekannt ist sie vor allem für die Kostümausstattung der erfolgreichen Serie Sex and the City und des Kinofilms Der Teufel trägt Prada, wofür sie eine Oscar-Nominierung erhielt. Als Tochter in die USA immigrierter griechischer und armenischer Eltern wurde sie in New York City geboren und ist in Astoria, Queens aufgewachsen. Sie ist Gründerin und Besitzerin der Patricia-Field-Boutique in 302 Bowery Manhattan.

## Karriere
Field gründete im Jahr 1966 ihre Boutique. Während der Dreharbeiten der Komödie Miami Rhapsody (1995) traf sie erstmals Sarah Jessica Parker. Die Schauspielerin war von den Kollektionen und der Arbeit Fields so begeistert, dass sie Freundinnen wurden.
Vor Beginn der Dreharbeiten zur ersten Staffel der erfolgreichen HBO-Serie Sex and the City fragte Sarah Jessica Parker bei Patricia Field an, ob sie einige Kostüme für ihre Rolle der Carrie Bradshaw entwerfen wolle. Mit dem Erfolg der Serie gewannen auch ihre außergewöhnlichen Kostüm-Kreationen zunehmend an Aufmerksamkeit. Für ihre Arbeit rund um Sex an the City gewann sie einen von fünf Emmy-Nominierungen und vier von sechs Costume-Designers-Guild-Awards-Nominierungen. Patricia Field ist eine von sechs Titelträgerinnen des 2008 Reel Time Film Festivals. Nicht nur in der New Yorker High Society gab es fortan eine hohe Nachfrage ihrer Kollektionen, was einigen ihrer Kreationen einen hohen Bekanntheitsgrad verschaffte. Im Fernsehbereich führte sie ihre Arbeit für Serien wie Hope & Faith sowie Alles Betty! fort. Ein weiterer Erfolg war die Kostümausstattung für den Film Der Teufel trägt Prada, für den sie die Oscar-Nominierung für die beste Kostümausstattung erhielt. 
Patricia Field war über viele Jahre mit der ebenfalls als Kostüm-Designerin tätigen Rebecca Weinberg liiert, mit der sie an den Sets von Sex an the City und Chaos City zusammenarbeitete. Patricia Field war der erste Gast-Juror bei der ersten Staffel der Bravo Reality-TV-Serie Project Runway. Sie entwarf auch die Kostüme für drei Musikvideos der Künstlerin Namie Amuro.
Ab dem 23. September 2008 wird der TV-Sender HSNtv ebenfalls von ihr ausgestattet.

## Auszeichnungen und Nominierungen
Academy Awards
- Nominiert: Beste Kostümausstattung, Der Teufel trägt Prada (2006)

Emmy Awards
- Nominiert: Beste Kostümausstattung – TV-Serie, Sex and the City (2000–2004)
- Gewonnen: Beste Kostümausstattung – TV-Serie, Sex and the City (2002)
- Gewonnen: Beste Kostümausstattung – Verschiedenes/Musikprogramm, Mother Goose Rock 'n' Rhyme (1990)

Costume Designers Guild Awards
- Nominiert: Beste Kostümausstattung für Film-Produktionen – Gegenwart, Der Teufel trägt Prada (2007)
- Gewonnen: Beste Kostümausstattung für TV-Produktionen – Gegenwart, Sex and the City (2000, 2001, 2004, 2005)
- Nominiert: Beste Kostümausstattung für TV-Produktionen – Gegenwart, Sex and the City (2002, 2003)

BAFTA Awards
- Nominiert: Beste Kostümausstattung, The Devil Wears Prada (2006)

Satellite Awards
- Gewonnen: Beste Kostümausstattung, Der Teufel trägt Prada (2006)